# Eigg
Eigg (gael. Eige) – wyspa położona na zachód od wybrzeża Wielkiej Brytanii, należąca do Szkocji. Jest częścią archipelagu Hebrydy Wewnętrzne. Leży na południe od wyspy Skye i na północ od półwyspu Ardnamurchan. 

## Opis

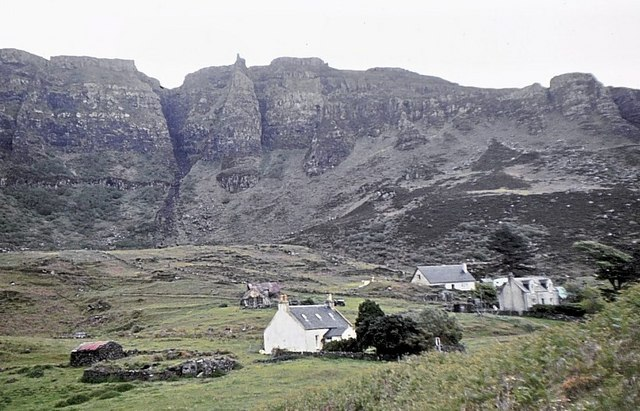
Osada Cleadale

Eigg to jedna z największych wysp Hebrydów Wewnętrznych, o rozmiarach 9 km długości i 5 km szerokości. W centrum znajduje się płaskowyż z granitowym masywem An Sgurr o wysokości 393 m. Otaczają go bagienne torfowiska, dlatego wspiąć się na niego można tylko dookoła, po wyznaczonym szlaku. Ze szczytu roztacza się widok na morze i inne wyspy. 
Na północy wyspy, u podnóża An Sgurr, znajduje się największa osada Cleadale, słynąca z kwarcowej plaży nazywanej "śpiewającą plażą". Śnieżnobiały piasek uformowany z granulek czystego kwarcu, gdy jest suchy wydaje dość głośny, lekko piszczący dźwięk, gdy stąpa się po nim. 
Wyspa została kupiona 12 czerwca 1997 r. przez organizację społeczną Isle of Eigg Heritage Trust. Organizacja została utworzona w celu zapewnienia i stworzenia możliwości rozwoju gospodarczego, mieszkaniowego i infrastruktury, przy jednoczesnym zachowaniu dziedzictwa naturalnego i kulturowego. Kiedy wyspiarze dokonali wykupu Eigg populacja wynosiła 64 osoby, w 2017 r. wynosiła już 105.